# Piégut-Pluviers

Piégut-Pluviers este o comună în departamentul Dordogne din sud-vestul Franței. În 2009 avea o populație de 1.222 de locuitori.

## Evoluția populației
| An        | 1975  | 1982  | 1990  | 1999  | 2006  | 2009  |
| --------- | ----- | ----- | ----- | ----- | ----- | ----- |
| Populație | 1.504 | 1.527 | 1.471 | 1.313 | 1.208 | 1.222 |